# Teinture par nouage
Ne doit pas être confondu avec Tie and dye (teinture).

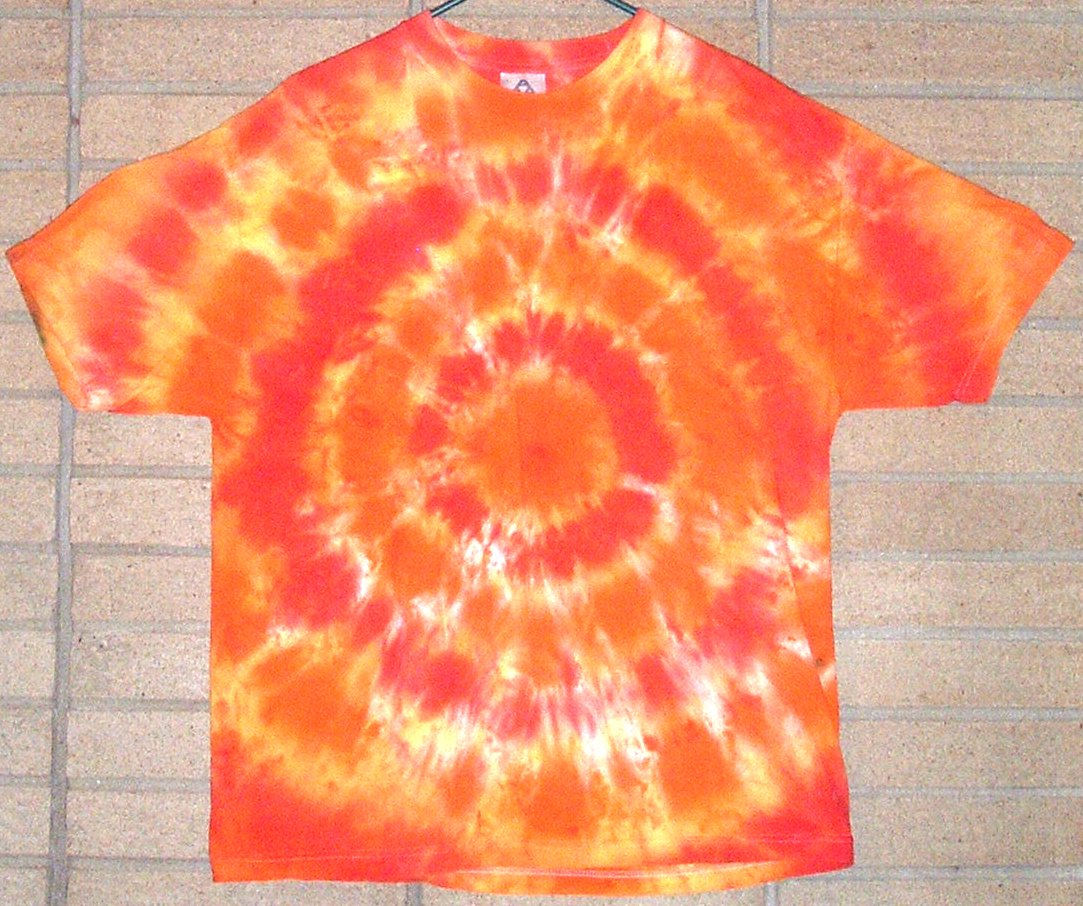
Un tee-shirt teinture par nouage.

La teinture par nouage ou en anglais tie-dye est un type de teinture et de décoloration sur textiles que l'on retrouve sous différentes variantes dans de nombreuses cultures ancestrales. Elle a été réinventée dans les années 1960-1970 aux États-Unis et est devenue emblématique des hippies et du mouvement psychédélique,.

## Histoire

### Premiers exemples
Les premiers exemples de tie-dye en Extrême-Orient proviennent de la dynastie Sui (Ve siècle apr. J.-C.) en Chine.
Les premiers exemples survivants de tie-dye précolombien au Pérou datent de 500 à 810 apr. J.-C.. Leurs motifs comprennent de petits cercles et des lignes, avec des couleurs vives incluant le rouge, le jaune, le bleu et le vert.

### Asie

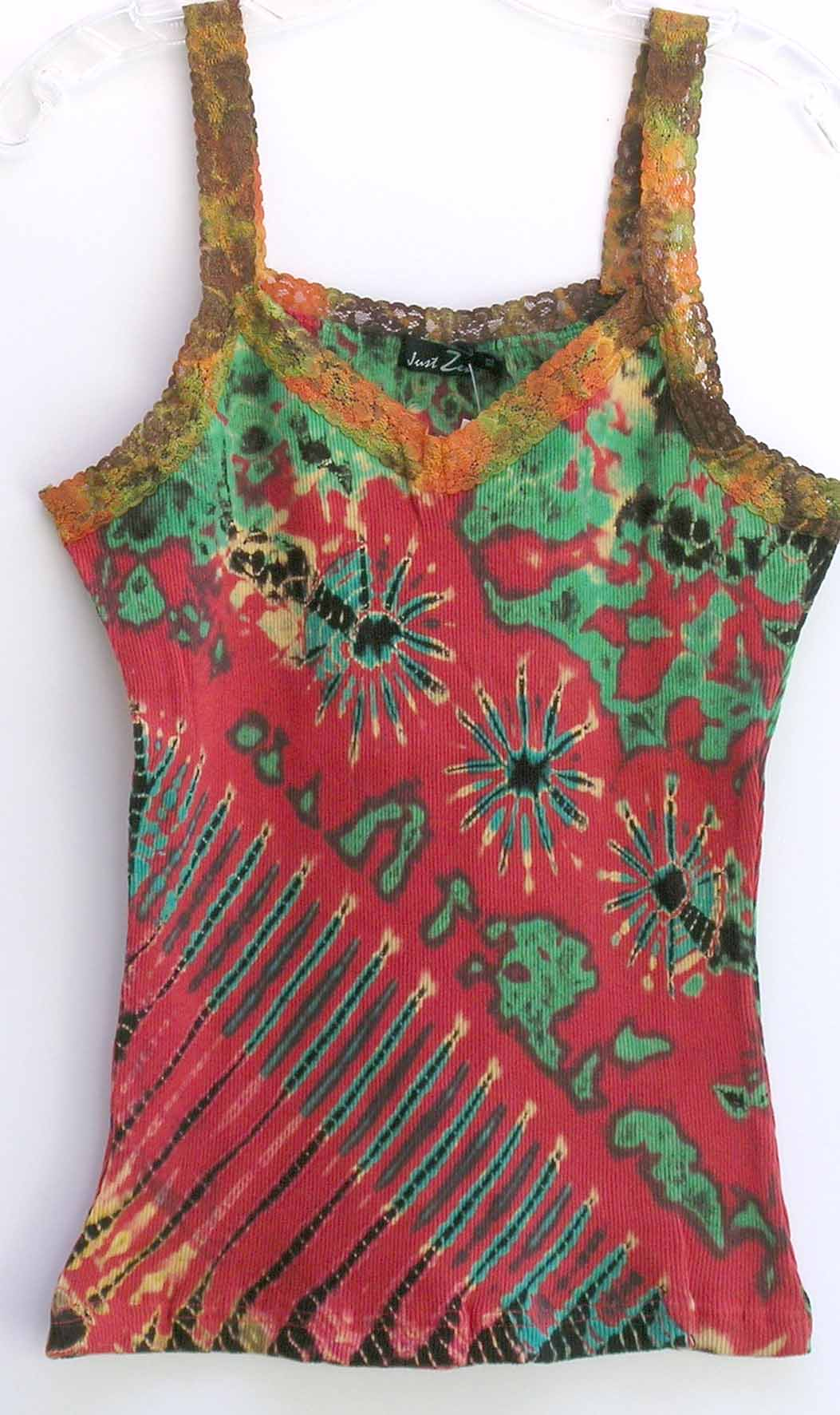
Exemple de tie-dye Mudmee, une forme d'art originaire de la Thaïlande

Shibori est une forme de tie-dye originaire du Japon, pratiquée depuis le VIIIe siècle. Shibori inclut plusieurs techniques de résistance intensives en main-d'œuvre, qui comprennent la couture de motifs élaborés et le rassemblement serré de la couture avant la teinture, formant des motifs complexes pour les kimono, les obi et les autres accessoires et vêtements. Une autre méthode de shibori consiste à envelopper le tissu autour d'un noyau de corde, de bois ou d'un autre matériau, et à le lier étroitement avec de la ficelle ou du fil. Les zones du tissu qui sont contre le noyau ou sous la liaison resteraient non teintes.
En Indonésie, en particulier à Java, le tie-dye est connu sous le nom de jumputan. D'autres termes incluant plangi et tritik sont des termes indonésiens dérivés de mots javanais pour des méthodes liées au tie-dye. En Indonésie, le tie-dye peut être combiné avec d'autres techniques de teinture, comme le batik jumputan, qui combine le tie-dye avec la teinture à la cire batik,. L'Ikat est une méthode de tie-dye du chaîne ou de la trame avant le tissage du tissu.
Bandhani est une forme indienne de tie-dye originaire de l'ouest de l'Inde.
Le Mudmee tie-dye prend ses origines en Thaïlande et dans la partie voisine du Laos. Il utilise des formes et des couleurs différentes des autres types de tie-dye, et les couleurs sont en général plus sobres. Une autre différence est que la couleur de base est le noir.
Dans le livre de 1941, Orphans of the Pacific, au sujet des Philippines, il était noté : « Il y a quelques milliers de Bagobos (en), qui portent des vêtements très décorés en fibres de chanvre, tous attachés et teints avec des motifs fantaisistes, et qui s'ornent en plus avec de grandes plaques métalliques. ».
En Chine, en particulier à Dali, dans la province du Yunnan, une forme traditionnelle de tie-dye est pratiquée par le peuple Dali Bai, connue sous le nom de tie-dye de la nationalité Dali Bai (大理白族扎染).

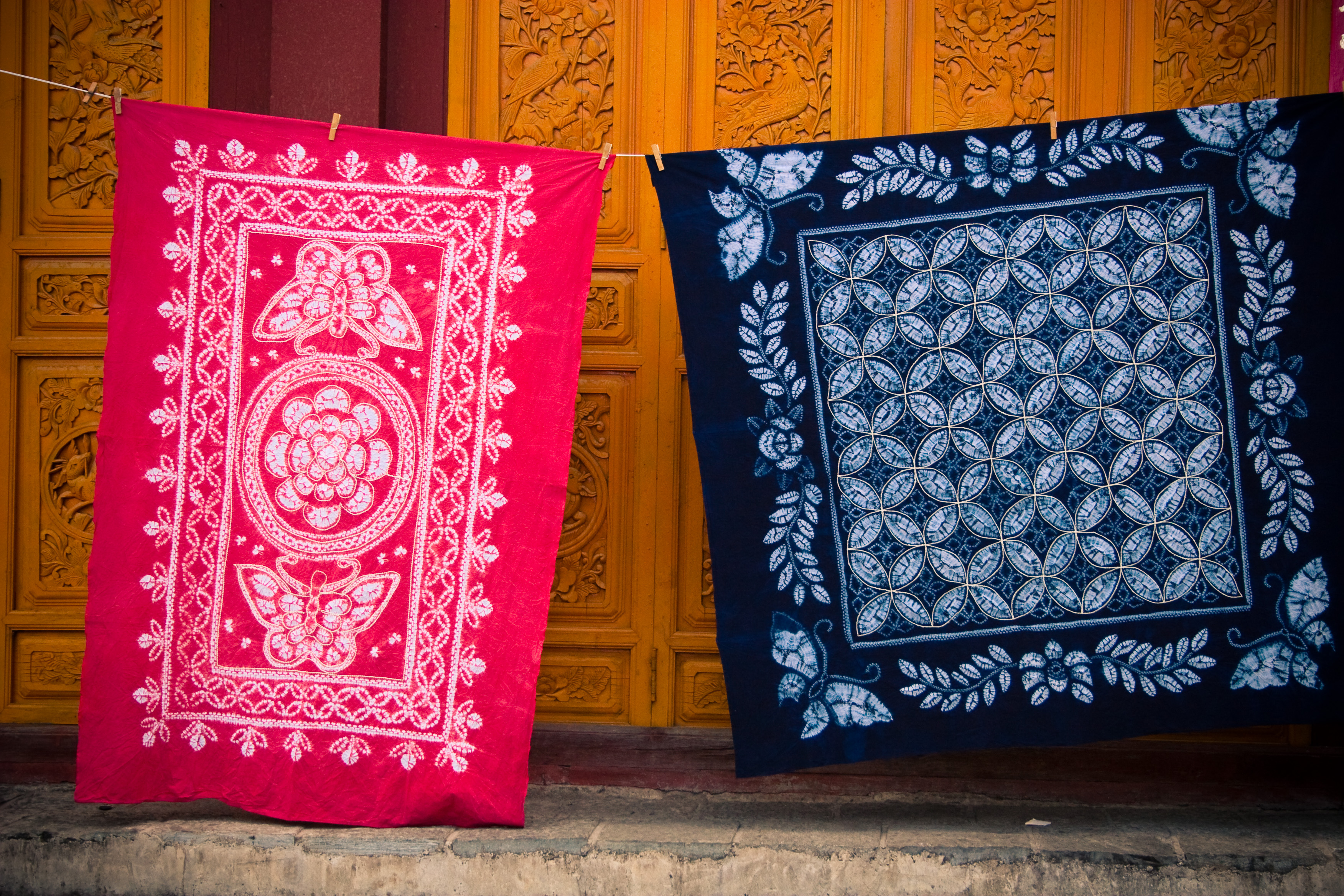
Tie-dye traditionnel Dali Bai

### Afrique
Les techniques de tie-dye ont également été utilisées depuis des siècles,, dans la région haoussa de l'Afrique de l'Ouest, avec des fosses de teinture indigo renommées situées à et autour de Kano, au Nigeria. Les vêtements teints en tie-dye sont ensuite richement brodés selon des motifs traditionnels. Il a été suggéré que ces techniques africaines ont été une source d'inspiration pour les vêtements tie-dye associés à la mode hippie.
Dans le sud-ouest du Nigeria, la technique connue sous le nom de adire est produite en utilisant diverses techniques de teinture résistante.

### Tie-dye dans le monde occidental

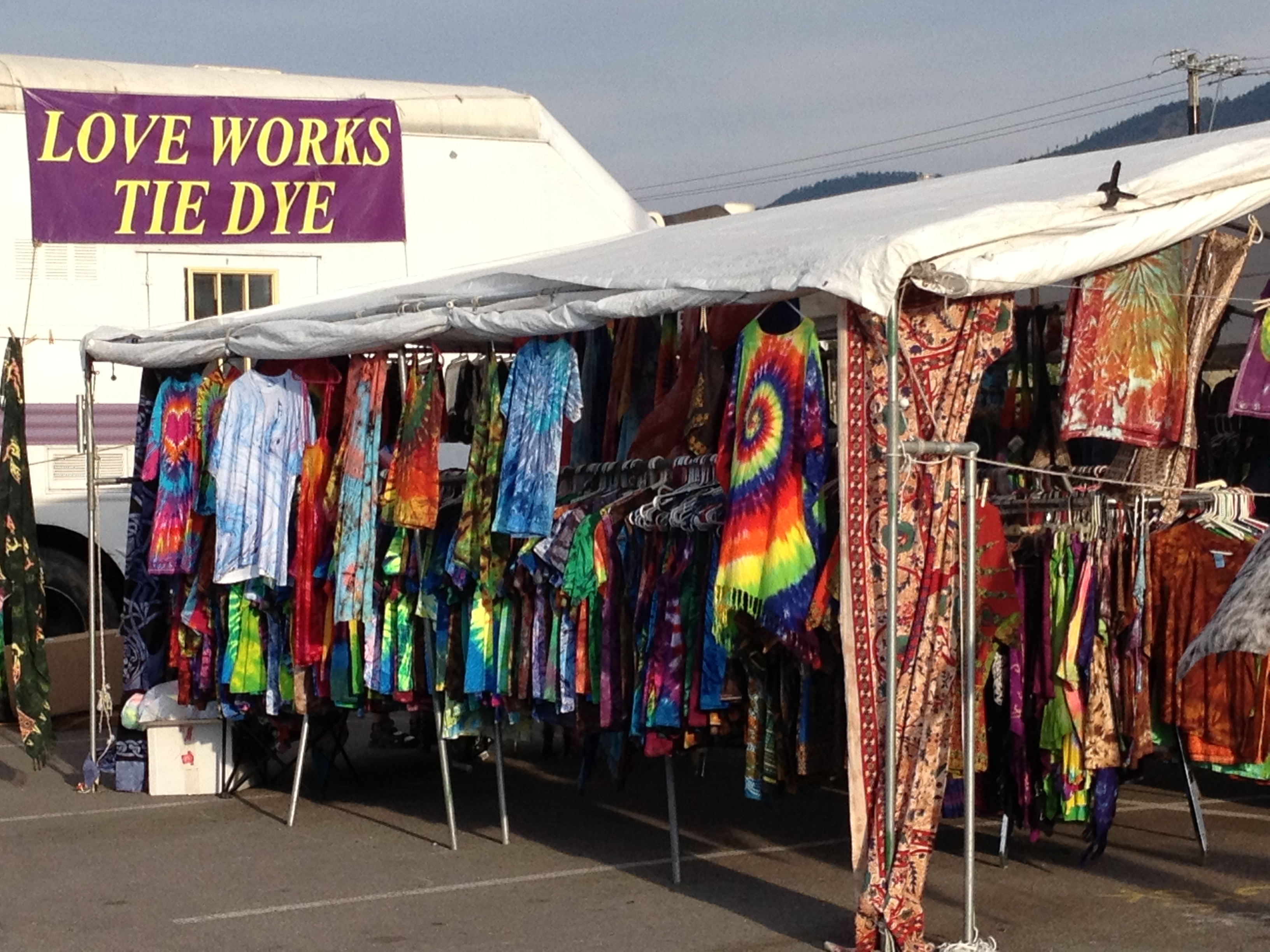
Stand de tie-dye, juillet 2013

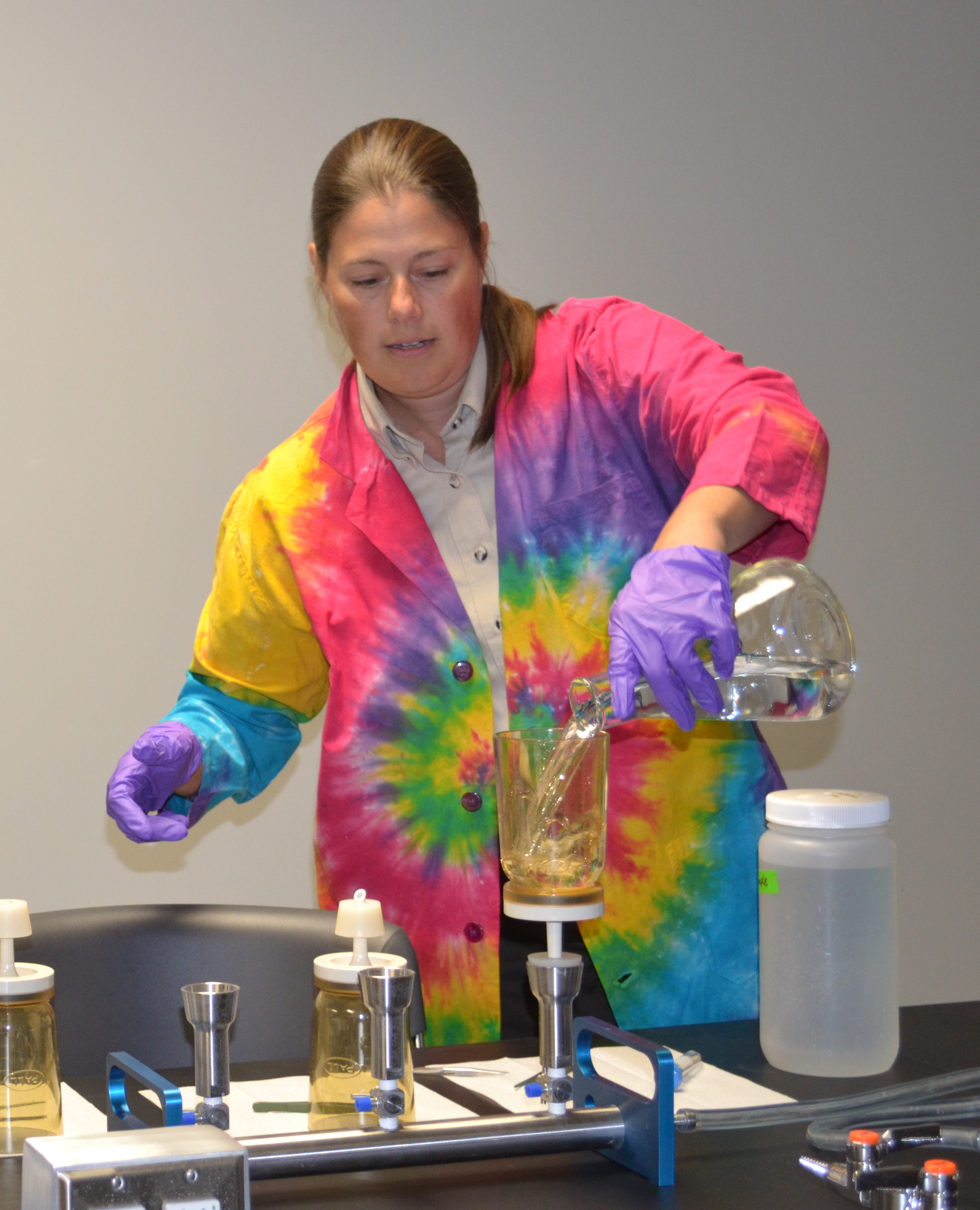
Une blouse de laboratoire tie-dye.

Le tie-dye était connu aux États-Unis dès 1909, lorsque le professeur Charles E. Pellow de l'université Columbia a acquis des échantillons de mousseline teintée en tie-dye, puis a donné une conférence et une démonstration en direct de la technique.
Bien que les techniques de shibori et de batik aient été occasionnellement utilisées dans la mode occidentale avant les années 1960, le tie-dye psychédélique moderne n'est devenu une mode que vers la fin des années 1960, à la suite de l'exemple donné par des stars du rock telles que Janis Joplin et John Sebastian (qui a lui-même réalisé des teintures). Le documentaire cinématographique de 2011, Magic Trip, qui montre des séquences vidéo amateurs prises pendant le voyage en bus à travers le pays en 1964 de l'icône contre-culturelle Ken Kesey et de ses Merry Pranksters, montre les voyageurs en train de développer une forme de tie-dye en prenant du LSD près d'un étang et en versant de la peinture pour avions en émail à base de modèle dedans, avant de placer un t-shirt blanc à la surface de l'eau. Bien que le processus se rapproche du marbrure sur papier, dans le récit accompagnant, les voyageurs revendiquent la paternité de l'invention du tie-dye.
Le tie-dye, en particulier après l'introduction des teintures abordables Rit (en), est devenu populaire en tant que moyen bon marché et accessible de personnaliser des t-shirts bon marché, des débardeurs, des robes, des jeans, des vêtements militaires excédentaires et d'autres vêtements en créations psychédéliques,. Certains des noms les plus connus du tie-dye à cette époque étaient Water Baby Dye Works (dirigé par Ann Thomas et Maureen Mubeem), Bert Bliss et Up Tied, ce dernier remportant un Coty Award pour « une grande créativité dans les tissus » en 1970,,. Up Tied a créé des velours et des mousselines de soie teintes en tie-dye qui ont été utilisés pour des vêtements exclusifs uniques en leur genre par Halston, Donald Brooks, et Gayle Kirkpatrick, tandis qu'un autre teinturier, Smooth Tooth Inc., a teint des vêtements pour Dior et Jonathan Logan. À la fin des années 1960 à Londres, Gordon Deighton a créé des chemises et des pantalons tie-dye pour les jeunes hommes à la mode qu'il a vendus au grand magasin Simpsons of Piccadilly à Londres.